# Скоморохово (Ковровский район)
Скоморохово — деревня в Ковровском районе Владимирской области России, входит в состав Клязьминского сельского поселения.

## География
Деревня расположена в 7 км на юго-запад от центра поселения села Клязьменский Городок и в 10 км на восток от райцентра города Ковров.

## История
В конце XIX — начале XX века деревня входила в состав Осиповской волости Ковровского уезда. В 1859 году в деревне числилось 12 дворов, в 1905 году — 16 дворов, в 1926 году — 23 двора.
С 1929 года деревня входила в состав Стародеревенского сельсовета Ковровского района, с 1954 года — в составе Клязьминского сельсовета, с 2005 года — в составе Клязьминского сельского поселения.

## Население
| 1859 | 1905 | 1926 | 2002 | 2010 | 2021 |
| ---- | ---- | ---- | ---- | ---- | ---- |
| 97   | ↗126 | ↗145 | ↘32  | →32  | ↗39  |